# لوانو
لوانو (به ایتالیایی: Loano) یک کومونه در ایتالیا است که در استان ساونا واقع شده‌است.

## خصوصیات
لوانو ۱۳٫۵ کیلومترمربع مساحت و ۱۲٬۰۳۴ نفر جمعیت دارد و ۵ متر بالاتر از سطح دریا واقع شده‌است.

## خواهرخوانده
شهر فرانشویل، رن خواهرخواندهٔ لوانو هست.